# Great Yarmouth
Great Yarmouth, lokalt ofte bare kendt som Yarmouth, er en af England aller østligste kystbyer, beliggende i Norfolk. Den ligger ved mundingen af floden Yare, omkring 30 km øst for Norwich. Byen er administrationscenter for distriktet Great Yarmouth. 
Byen har vært en ferieby siden 1760, og den giver fra Nordsøen adgang til vandvejene i nationalparken The Broads. Den har i flere hundrede år været en vigtig havn for sildefiskere, og i nyere tid er den blevet en vigtig servicehavn for borerigge.

## Historie
Navnet Yarmouth betyder mundingen (mouth) af floden Yare.
Den ældste navneform er Yernemuth.
Byen ligger lige ved stedet hvor romerne anlagde en militærlejr ved floddalen, som de kaldte Gariannonum, senere forvansket til Gernemwa.
Mange fiskere fra Cinque Ports flyttede til stedet i angelsaksisk tid, og da normannerne erobrede landet i 1066 var der 70 borgere i Yarmouth. Henrik 1. udnævnte en reeve til at styre byen.
I 1208 gav Johan uden Land borgerne privilegier svarende dem i Oxford.
Disse forstærkedes senere i nye chartere, som bekræftede Great Yarmouths rettigheder i forhold til Little Yarmouth og Gorleston.
En latinskole blev oprettet i 1551.
Den havde hørt hjemme i storhallen til det gamle sygehus, som var grundlagt under Edvard 1. af Thomas Fastolfe.
Den var lukket fra 1757 til 1860, men blev så genåbnet.
I 1872 flyttede den til nye lokaler. 
I maj 1845 blev byen ramt af en katastrofe da en hængebro kollapsede. 79 mennesker omkom, langt de fleste af dem børn.
Under 2. verdenskrig blev Great Yarmouth bombet, men det meste af den gamle by står endnu. Blandt andet finder man en mere end 2 kilometer lang bymur fra middelalderen, hvoraf over 2/3 er bevaret. 11 af de 18 tårne langs muren står også.
På South Quay finder man et handelshus fra det 17. århundrede blandt bygninger fra Tudorerne, georgiansk og victoriansk tid. Indenfor dette kajområde ligger et område kendt som The Rows, en labyrint af gyder. Der var oprindelig hele 145 gyder i det lille område, men nogen af disse er forsvundet som følge af bombning under 2. verdenskrig.